# Нойгаузен-ауф-ден-Фільдерн
Нойгаузен (нім. Neuhausen) — громада в Німеччині, знаходиться в землі Баден-Вюртемберг. Підпорядковується адміністративному округу Штутгарт. Входить до складу району Есслінген.
Площа — 12,47 км2. Населення становить 11 971 ос. (станом на 31 грудня 2020).